# Rio Ogumpá
Ogumpá (em iorubá: Ogunpà) é um rio da Iorubalândia, no sudoeste da Nigéria, situado no estado de Oió, perto de Ibadã. Dada as variações sazonais acentuadas de temperatura e precipitação, sua vazão é intermitente, com algumas porções ficando lênticas na estação seca. Tem 21,5 quilômetros de comprimento e 73,3 quilômetros quadrados de área, drenando a porção oriental de Ibadã. É particularmente conhecido pela grande variedade de gêneros de zooplâncton que abriga.